# 허무주의
철학에서, 허무주의(虛無主義) 또는 니힐리즘(Nihilism)은 일반적으로 받아들여지는 혹은 인간 존재의 근본적인 측면, 특히 지식, 도덕, 혹은 의미를 거부하는 관점이다. 인간의 가치는 근거없다는 것, 삶은 무의미하다는 것, 지식은 불가능하다는 것, 높은 평가를 받는 여타 개념들은 실제로는 무의미하거나 요점이 없다는 것을 포함하여 다양한 허무주의적 입장이 있었다. 이 용어는 이반 투르게네프, 더 구체적으로는 소설 아버지와 아들에서 그의 캐릭터인 바자로프에 의해 대중화됐다.
허무주의 학자들은 허무주의를 다양한 별개의 철학에 적용된 단순한 별명으로 간주할 수도 있고, 유물론, 회의주의, 철학적 염세주의, 그리고 아마도 기독교 자체에서 발생한 독특한 역사적 개념으로 간주할 수도 있다. 이 아이디어에 대한 현대적 이해는 니체의 '허무주의의 위기'에서 크게 비롯됐으며, 여기서 두 가지 핵심 개념, 즉 더 높은 가치의 파괴와 삶의 긍정에 대한 반대가 유래했다. 크로스비(1998)와 들뢰즈(1962)와 같은 철학자들의 정의는 니체가 주장한 것과 같은 허무주의에 대한 극단적인 비판에 초점을 맞춘다. 그러나 초기 형태의 허무주의는 사회적, 도덕적, 정치적, 미적 사상의 특정한 패권을 부정하는 데 더 선택적일 수 있다.
이 용어는 때때로 무질서와 관련하여 존재의 무의미함이나 인간 원칙과 사회제도의 자의성에 대한 일반적인 절망의 분위기를 설명하는 데 사용된다. 허무주의는 또한 특정 역사적 기간에서 두드러지거나 구성적이라고 설명됐다. 예를 들어 장 보드리야르와 다른 사람들은 포스트모더니티를 허무주의적 시대 혹은 그러한 사고 방식으로 특징지었다. 마찬가지로 일부 신학자와 종교인은 포스트모더니티와 모더니티의 많은 측면이 종교적 원칙을 부정함으로써 허무주의를 나타낸다고 말했다. 그러나 허무주의는 종교적 관점과 비종교적 관점 모두에 널리 기인됐다.
대중적인 용법에서 이 용어는 실존적 허무주의의 형태를 지칭하는데, 이는 삶에 본질적인 가치, 의미 또는 목적이 없다는 관점을 지향한다. 허무주의 내의 다른 두드러진 입장에는 모든 규범적 및 윤리적 견해의 거부(도덕적 허무주의), 모든 사회적 및 정치적 기관의 거부(정치적 허무주의), 어떠한 지식도 존재할 수 없고 존재하지 않는다는 입장(인식론적 허무주의), 비추상적 대상은 존재하지 않는다는 입장(형이상학적 허무주의), 복합적 대상은 존재하지 않는다는 입장(복합적 허무주의), 심지어 삶 자체도 존재하지 않는다고 주장하는 여러 형이상학적 입장이 포함된다.

## 입장들
19세기부터 허무주의는 다양한 철학 분야에서 다양한 입장을 포괄했다. 브리태니커 백과사전에서 말했듯, 이들 각각은 "진정한 도덕적 진실이나 가치의 존재를 부정하고, 지식이나 소통의 가능성을 거부하며, 삶이나 우주의 궁극적인 무의미함이나 목적 없음을 주장했다."
- 우주적 허무주의는 현실 또는 우주가 전적으로 혹은 상당히 불가해하며 인간의 목표와 원칙에 대한 기초를 제공하지 않는다는 입장이다. 특히 우주를 인간에게 분명히 적대적이거나 무관심하다고 간주할 수 있다. 인식론적 허무주의 및 실존적 허무주의와 상당한 중복을 공유하며 H.P. 러브크래프트의 코스미시즘 문학 철학과 비교됐다.
- 인식론적 허무주의는 지식이 존재하지 않거나, 존재한다 하더라도 인간이 얻을 수 없다는 철학적 회의주의의 한 형태이다. 모든 지식이 불확실하다고 보는 인식론적 오류주의와 혼동해선 안 된다.
- 실존적 허무주의는 삶에 본질적인 의미나 가치가 없다는 입장이다. 우주와 관련하여 실존적 허무주의는 한 인간 또는 심지어 인간 종 전체가 무의미하고 목적이 없으며 존재의 전체에서 변화할 가능성이 없다고 주장한다. 삶의 무의미함은 실존주의 철학 학파에서 광범위하게 탐구되며, 여기서 사람은 자신의 주관적인 의미나 목적을 창조할 수 있다. 대중적으로 "허무주의"는 이제 가장 일반적으로 실존적 허무주의의 형태를 가리킨다.
- 형이상학적 허무주의는 구체적 대상과 물리적 구성물이 가능세계에 존재하지 않을 수도 있다는 입장이거나, 일부 구체적 대상을 포함하는 가능세계들이 존재하더라도, 추상적 대상만 포함하는 적어도 하나의 가능세계가 존재한다는 입장이다.
  - 극단적인 형이상학적 허무주의는 때때로 존재론적 허무주의라고 불리며, 실제로 아무것도 존재하지 않는다는 입장이다. American Heritage Medical Dictionary는 허무주의의 한 형태를 "모든 존재를 부정하는 극단적인 회의주의"로 정의한다. 구체적인 세계에 대한 유사한 회의주의는 유아론에서 찾을 수 있다. 그러나 두 견해 모두 대상의 진정한 존재의 확실성을 부정한다는 사실에도 불구하고 허무주의자는 자아의 존재를 부정하는 반면 유아론자는 자아의 존재를 긍정할 것이다. 이 두 입장은 모두 반실재론의 한 형태로 간주된다.
  - 메레올로지 허무주의는 구성적 허무주의라고도 불리며, 적절한 부분을 가진 대상은 존재하지 않는다는 형이상학적 입장이다. 이 입장은 공간 속의 대상과 시간 속에 존재하는 대상에 적용되며, 시간적 부분이 없다고 주장한다. 오히려 부분이 없는 기본적인 구성 요소만 존재하며, 따라서 부분을 가진 대상으로 가득 찬 우리가 보고 경험하는 세계는 인간의 오인식의 산물이다(즉, 우리가 명확하게 볼 수 있다면 합성적 대상을 인식하지 못할 것이다). 존재에 대한 이러한 해석은 선명도에 기반해야한다. 인간이 세계의 "부적절한 부분"을 보고 인식하는 선명도는 현실의 객관적 사실이 아니라 질적으로만 탐구하고 표현할 수 있는 암묵적인 특성이다. 따라서 메레올로지 허무주의의 타당성을 추측하거나 측정할 수 있는 논란의 여지가 있는 방법은 없다. 예를 들어, 개미는 큰 원통형 물체에 길을 잃을 수 있는데, 그 이유는 물체의 둘레가 개미에 비해 너무 크기에 개미는 물체에 곡률이 없는 것처럼 느끼기 때문이다. 따라서 개미가 "내부"에 존재하는 세계를 보는 해상도는 개미가 이 "내부 세계" 느낌을 경험하는 방식을 결정하는 중요한 요소이다.
- 도덕적 허무주의는 윤리적 허무주의라고도 불리며, 어떠한 도덕이나 윤리도 존재하지 않고, 따라서 어떠한 행동도 다른 행동보다 도덕적으로 바람직하지 않다는 입장이다. 도덕적 허무주의는 사회적으로 구성된 가치를 개인적 또는 문화적 도덕으로 인정하지 않는다는 점에서 도덕 상대주의 및 표현주의와 다르다. 또한 허무주의 내의 다른 도덕적 입장과도 다를 수 있는데, 도덕이 없다고 주장하기보다는 도덕이 존재한다면 그것은 인간의 구성물이고 따라서 인위적이며, 모든 의미는 서로 다른 가능한 결과에 대해 상대적이라고 주장한다. 또 다른 학술적 관점은 도덕적 허무주의가 그 자체로 도덕이라는 것이다. 쿠퍼는 "가장 넓은 의미에서의 '도덕'이라는 단어에서 도덕적 허무주의는 도덕이다"라고 적었다.
- 수동적 허무주의와 능동적 허무주의는 철학적 염세주의와도 동일시되는데, 허무주의 사상에 대한 두 가지 접근방식을 가리킨다. 수동적 허무주의는 허무함 그 자체를 목적으로 보는 반면, 능동적 허무주의는 그것을 넘어서려고 시도한다. 니체에게 수동적 허무주의는 "아무것도 하지 않으려는 의지"와 19세기에 초래된 더 높은 가치의 해체에 대한 현대적 포기나 무지의 조건을 더욱 압축적으로 보여준다.
- 정치적 허무주의는 모든 기존의 정치기관과 이를 뒷받침하는 원칙, 가치, 사회기관을 완전히 파괴하는 것을 제외하고는 어떠한 정치적 목표도 갖지 않는 입장이다. 종종 무정부주의와 관련있으나, 현재 정치구조가 부정된 후에는 사회 조직화 방법을 제시하지 않는다는 점에서 다를 수 있다. 정치적 허무주의에 대한 분석은 레오 스트라우스가 추가로 제시한다.
- 치료적 허무주의는 의학적 허무주의라고도 불리며, 의학적 개입의 효과성이 의심스럽거나 무가치하다는 입장이다. 의학 연구의 맥락적 구분과 관련된 과학철학을 다루며 제이콥 스테겐가는 베이즈 정리를 의학 연구에 적용하고 "의학적 개입의 효과성에 대한 가설에의 증거가 제시되더라도 그 가설에 대한 확신을 낮춰야한다"는 전제를 주장한다.

## 같이 보기
- 부조리
- 무우주론
- 무아
- 반예술과 반반예술
- 천주주의
- 키니코스주의
- 무목적학
- 제거 유물주의
- 실존주의
- 허무주의 운동
- 열반
- 허무주의의 역설
- 유아론
- 자살
- 치료 허무주의
- 윤리 허무주의
- 트리비얼리즘

## 참고 문헌
- 이 문서에는 다음커뮤니케이션(현 카카오)에서 GFDL 또는 CC-SA 라이선스로 배포한 글로벌 세계대백과사전의 내용을 기초로 작성된 글이 포함되어 있습니다.